# Diplolepis nummulariifolia
Diplolepis nummulariifolia är en oleanderväxtart som först beskrevs av William Jackson Hooker och Arn., och fick sitt nu gällande namn av Liede och Rapini. Diplolepis nummulariifolia ingår i släktet Diplolepis och familjen oleanderväxter. Utöver nominatformen finns också underarten D. n. biflora.